# 4542 Mossotti
4542 Oriani eller 1989 BO är en asteroid i huvudbältet som upptäcktes den 30 januari 1989 av San Vittore-observatoriet i Bologna. Den är uppkallad efter Ottaviano-Fabrizio Mossotti.
Asteroiden har en diameter på ungefär 18 kilometer och den tillhör asteroidgruppen Eos.